# William Cameron Menzies
Pour les articles homonymes, voir Cameron et Menzies.
Cet article possède un paronyme, voir William Cameron.
William Cameron Menzies est un décorateur, réalisateur, producteur et scénariste de cinéma américain, né le 29 juillet 1896 à New Haven, et mort le 5 mars 1957, à Los Angeles. Il remporte un Oscar lors de la première cérémonie en 1929.

## Filmographie

### Décorateur
William Cameron Menzies est crédité à différents postes : direction artistique, création des décors, décorateur, assistant décorateur.
- 1918 : The Naulahka (en) de George Fitzmaurice
- 1919 : The Witness for the Defense (en) de George Fitzmaurice, non crédité
- 1919 : La Dernière Partie d'échecs (His Wife's Friend) de Joseph De Grasse
- 1919 : Les Dents du tigre (The Teeth of the Tiger) de Chester Withey
- 1920 : The Deep Purple de Raoul Walsh, crédité William Menzies
- 1921 : Sérénade de Raoul Walsh
- 1922 : Robin des Bois (Robin Hood) d'Allan Dwan, assistant décorateur non crédité
- 1922 : Kindred of the Dust de Raoul Walsh
- 1923 : Rosita de Ernst Lubitsch
- 1924 : Le Voleur de Bagdad (The Thief of Bagdad) de Raoul Walsh
- 1925 : L'Aigle noir de Clarence Brown, crédité Wm. Cameron Menzies
- 1925 : Sa vie de Frank Borzage
- 1925 : Sa sur de Paris (Her Sister from Paris) de Sidney Franklin
- 1925 : Cobra de Joseph Henabery
- 1926 : L'Oiseau de nuit (The Bat) de Roland West
- 1926 : Le Fils du cheik (The Son of the Sheik) de George Fitzmaurice
- 1926 : La Duchesse de Buffalo (The Duchess of Buffalo) de Sidney Franklin
- 1926 : Sa Majesté la Femme (Fig Leaves) de Howard Hawks
- 1927 : The Loves of Zero de Robert Florey
- 1927 : Topsy and Eva de Del Lord
- 1927 : L'Étrange Aventure du vagabond poète (The Beloved Rogue) d'Alan Crosland
- 1927 : Two Arabian Knights de Lewis Milestone
- 1927 : Sorrell and Son de Herbert Brenon
- 1927 : Colombe (The Dove) de Roland West
- 1928 : Faiblesse humaine (Sadie Thompson) de Raoul Walsh
- 1928 : Jeunesse triomphante (Drums of Love) de David Wark Griffith
- 1928 : The Garden of Eden de Lewis Milestone
- 1928 : Tempête (Tempest) de Sam Taylor
- 1928 : Soirs d'orage (The Woman Disputed) de Henry King et Sam Taylor
- 1928 : L'Innocente (The Awakening) de Victor Fleming
- 1929 : Coquette de Sam Taylor
- 1929 : Bulldog Drummond de F. Richard Jones
- 1929 : The Rescue de Herbert Brenon
- 1929 : Le Lys du faubourg (Lady of the Pavements) de David Wark Griffith
- 1929 : Le Masque de fer (The Iron Mask) d'Allan Dwan
- 1929 : Alibi de Roland West
- 1929 : La Mégère apprivoisée de Sam Taylor
- 1929 : Condemned ou Condemned to Devil's Island de Wesley Ruggles
- 1929 : Le Signe sur la porte (The Locked Door) de George Fitzmaurice
- 1930 : One Romantic Night de Paul L. Stein
- 1930 : Abraham Lincoln ou D.W. Griffith's 'Abraham Lincoln' de David Wark Griffith
- 1930 : Pour décrocher la lune (Reaching for the Moon) de Edmund Goulding
- 1930 : Be Yourself! (en) de Thornton Freeland
- 1930 : Lummox de Herbert Brenon
- 1930 : Puttin' on the Ritz de Edward Sloman
- 1930 : The Bad One de George Fitzmaurice
- 1930 : Raffles de George Fitzmaurice
- 1930 : Les Amours d'une courtisane (Du Barry, Woman of Passion) de Sam Taylor
- 1930 : The Lottery Bride de Paul L. Stein
- 1938 : Les Aventures de Tom Sawyer de Norman Taurog, pour la séquence de la caverne
- 1938 : La Famille sans-souci (The Young in Heart) de Richard Wallace
- 1939 : Le Lien sacré (Made for Each Other), de John Cromwell
- 1939 : Autant en emporte le vent (Gone with the Wind) de Victor Fleming, également réalisateur seconde équipe (non crédité)
- 1940 : Une petite ville sans histoire (Our Town) de Sam Wood
- 1940 : Correspondant 17 (Foreign Correspondent) de Alfred Hitchcock
- 1941 : Ainsi finit notre nuit (So Ends Our Night) de John Cromwell
- 1941 : Le Diable s'en mêle (The Devil and Miss Jones) de Sam Wood
- 1942 : Crimes sans châtiment (Kings Row) de Sam Wood
- 1942 : Vainqueur du destin (The Pride of the Yankees) de Sam Wood
- 1943 : Mr. Lucky de H.C. Potter
- 1943 : Pour qui sonne le glas (For Whom the Bell Tolls) de Sam Wood
- 1948 : Arc de Triomphe (Arch of Triumph) de Lewis Milestone
- 1951 : Le Rocher du diable (Drums in the Deep South)
- 1952 : La Reine de Saba (La Regina di Saba) de Pietro Francisci
- 1954 : The Black Pirates (en) d'Allen H. Miner (en)
- 1956 : Rockin' the Blues d'Arthur Rosenblum

### Réalisateur
- 1931 : Always Goodbye (en) en collaboration avec Kenneth MacKenna
- 1931 : The Spider en collaboration avec Kenneth MacKenna
- 1932 : Almost Married (en)
- 1932 : Chandu le magicien en collaboration avec Marcel Varnel
- 1933 : I Loved You Wednesday en collaboration avec Henry King
- 1934 : Wharf Angel (en) en collaboration avec George Somnes (en)
- 1936 : Les Mondes futurs ou La Vie future (Things to Come)
- 1937 : La Joyeuse Suicidée (Nothing Sacred), réalisateur seconde équipe (non crédité), réalisation William A. Wellman
- 1937 : The Green Cockatoo (en) ou Four Dark Hours
- 1944 : Inconnu à cette adresse (Address Unknown), également crédité producteur
- 1946 : Duel au soleil, non crédité, réalisation King Vidor
- 1949 : épisode de la série télévisée "Fireside Theatre" (1949-1955)
- 1951 : Le Rocher du diable (Drums in the Deep South), également crédité à la création des décors
- 1951 : The Whip Hand (en), également crédité à la création des décors
- 1953 : Les Envahisseurs de la planète rouge (Invaders from Mars), également crédité à la création des décors
- 1953 : The Maze, également crédité à la création des décors
- 1954 : épisode de la série télévisée Four Star Playhouse (Star Performance 1949-1955) (A String of Beads)

### Producteur
- 1929 : Glorious Vamps d'Orville O. Dull (en), crédité coproducteur
- 1930 : The Wizard's Apprentice de Sidney Levee
- 1930 : Zampa d'Eugene Forde
- 1940 : Le Voleur de Bagdad (The Thief of Bagdad), de Ludwig Berger, Michael Powell et Tim Whelan, crédité producteur associé, coréalisateur (non crédité), décorateur (non crédité)
- 1943 : L'Étoile du Nord (The North Star) de Lewis Milestone, crédité producteur associé
- 1947 : Le Crime de Madame Lexton (Ivy) de Sam Wood
- 1949 : Le Livre noir (Reign of Terror) de Anthony Mann
- 1956 : Le Tour du monde en 80 jours (Around the World in Eighty Days) de Michael Anderson, crédité producteur associé

### Scénariste
- 1933 : Alice au pays des merveilles de Norman Z. McLeod, également décorateur (non crédité)

### Autres fonctions
- 1933 : Cavalcade de Frank Lloyd, crédité "scènes de guerre" (war scenes) comme William C. Menzies
- 1933 : Trick for Trick (en) d'Hamilton MacFadden, crédité "effets techniques" (technical effects)
- 1940 : Correspondant 17 (Foreign Correspondent) de Alfred Hitchcock, crédité "effets spéciaux" (special production effects)

## Distinctions
Menzies reçoit en 1929 l'Oscar de la meilleure direction artistique (meilleur décorateur) pour The Dove et Tempest et une récompense honorifique (Honorary Award) (utilisation de la couleur dans la dramatisation de l'atmosphère) pour Autant en emporte le vent (oscars 1940).
Il reçoit deux autres nominations au titre de la meilleure direction artistique en avril 1930 pour Alibi et The Awakening et en novembre 1930 pour Bulldog Drummond.